# Kyle Austin
Kyle Armani Austin (Pasadena, California, 18 de octubre de 1988) es un jugador de baloncesto profesional estadounidense.

## Instituto y primeros años
Austin, hijo de Carol Austin y Greg Ware, nació en la ciudad de Pasadena, California. Austin concurrió al "Pasadena High School" donde fue nombrado "San Gabriel valley player of the year"  en dos años consecutivos. Lideró su equipo consiguiendo llegar hasta la final de campeonato de la "CIF división 2", donde perdieron con los Compton Dominguez. Austin recibió la mención de "State Player Of The Year" convirtiéndose en uno de los dos únicos jugadores que lo consiguieron siendo parte del equipo perdedor.

## Carrera universitaria
Austin firmó con la Universidad de California del Sur donde le dieron una beca, esto se hizo posible debido a la muerte trágica del entonces USC base Ryan Francis.>
Austin jugó posteriormente para la UC Riverside.

## Carrera profesional

### Clubes
| Club                       | País      | Año}        |
| -------------------------- | --------- | ----------- |
| Palencia Baloncesto        | España    | 2010        |
| Vitória SC                 | Portugal  | 2010 - 2011 |
| RBC Verviers-Pepinster     | Bélgica   | 2011        |
| Borås Basket               | Suecia    | 2011        |
| Jászberényi KSE            | Hungría   | 2011 - 2012 |
| ALM Évreux Basket          | Francia   | 2012        |
| BC Körmend                 | Hungría   | 2013        |
| Mineros de Cananea         | México    | 2013        |
| Olimpia Basket Matera      | Italia    | 2013 - 2014 |
| Latina Basket              | Italia    | 2014 - 2015 |
| Casalpusterlengo           | Italia    | 2015 - 2016 |
| Hispano Americano          | Argentina | 2016 - 2018 |
| Denain ASC Voltaire        | Francia   | 2018        |
| Deportivo San José         | Paraguay  | 2018        |
| Panteras de Aguascalientes | México    | 2019        |
| Peñarol                    | Argentina | 2019        |
| Nacional                   | Uruguay   | 2019        |
| Antalya Gunesi             | Turquía   | 2021        |